# Hilianaa
Hilianaa is een bestuurslaag in het regentschap Nias Selatan van de provincie Noord-Sumatra, Indonesië. Hilianaa telt 2223 inwoners (volkstelling 2010).